# Hosseiniyeh Ershad

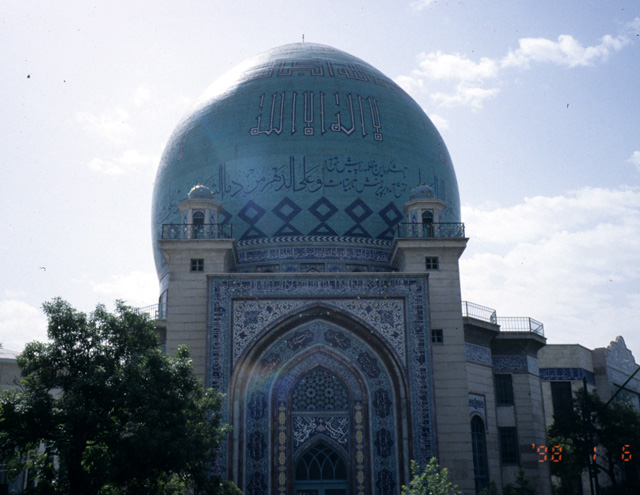
La facciata principale del centro, affacciata sul viale Shariati.

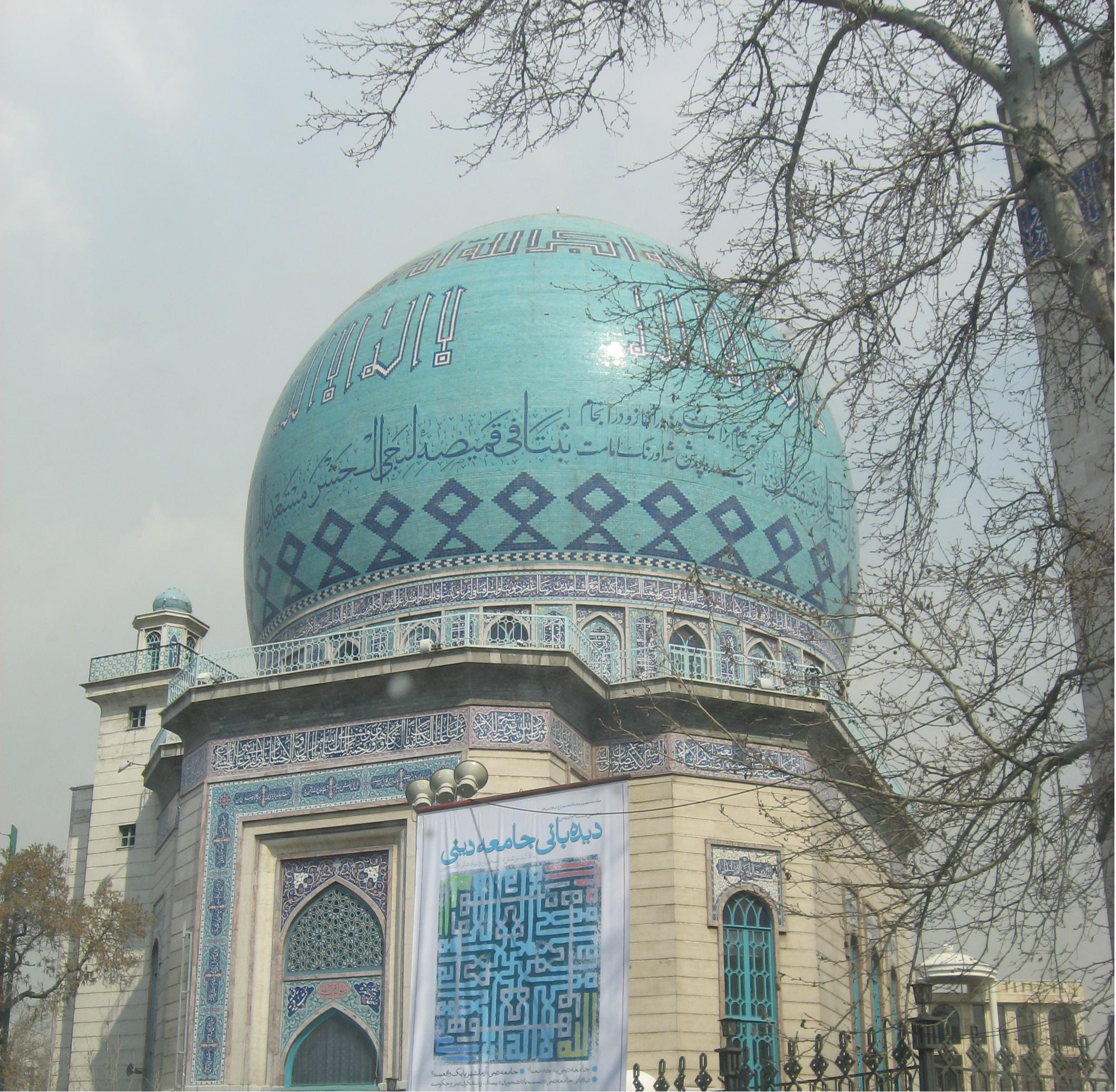

L'Hosseinieh Ershad o Hosseiniyeh Ershad (in persiano حسینیه ارشاد‎) è un istituto religioso non tradizionalista fondato da Nasser Minachi a Teheran in Iran. Fu chiuso per un certo periodo dal governo Pahlavi nel 1972. L'istituto è ospitato in una grande sala a cupola e viene utilizzato per seminari su storia, cultura, società e religione. La struttura comprende una grande biblioteca pubblica, utilizzata in gran parte da studenti universitari, e opere dedicate essenzialmente alla religione.
Ali Shariati tenne qui i suoi discorsi anti-Pahlavi prima della rivoluzione. Mir-Hossein Mousavi (sotto lo pseudonimo di Hossein Rah'jo) e Zahra Rahnavard vi esposero opere d'arte durante lo stesso periodo.